# 梨泰院站
梨泰院站（：／ Itaewon yeok */?）是韓國首尔地铁6号线沿線的一座地下車站，位於首爾特別市龍山區梨泰院洞。

## 車站構造
站體為1面2線島式月台的地下車站，共計4處出入口，月台層位於地下5樓，設有月台幕門。

### 月台配置
| 綠莎坪 ↑ |
| 下 上 \| |
| ↓ 漢江鎮 |

| 月台 | 路線           | 目的地                             |
| ---- | -------------- | ---------------------------------- |
| 上行 | ●首尔地铁6号线 | 三角地、孔德、合井、鷹岩方向       |
| 下行 | ●首尔地铁6号线 | 藥水、月谷、石溪、烽火山、新內方向 |

## 歷史
- 2001年3月9日：落成啟用。

## 車站周邊
- 首爾普光初等學校
- 首爾中央清真寺
- 梨泰院市場
- 韓國第一理工大學（朝鲜语：한국폴리텍I대학）貞水校區
- 外國使館區
  - 格鲁吉亚駐韓大使館
  - 加纳駐韓大使館
  - 加蓬駐韓大使館
  - 塞拉利昂駐韓大使館
  - 阿爾及利亞駐韓大使館（朝鲜语：주한 알제리 대사관）
  - 烏克蘭駐韓大使館
  - 比利時駐韓大使館（朝鲜语：주한 벨기에 대사관）
  - 老挝駐韓大使館
  - 泰國駐韓大使館
  - 肯尼亚駐韓大使館
- YMC娛樂
- 漢米爾頓大飯店
- 梨泰院119消防安全中心
- 新韓銀行梨泰院分行

## 相片集

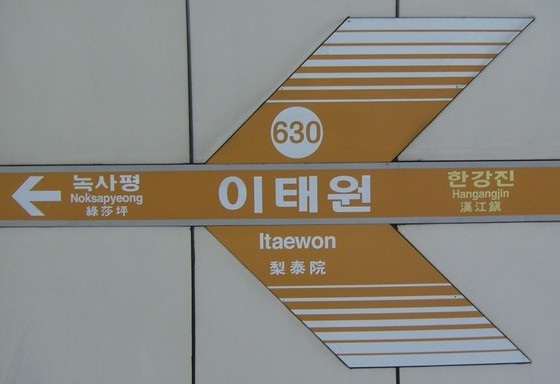
站名牌
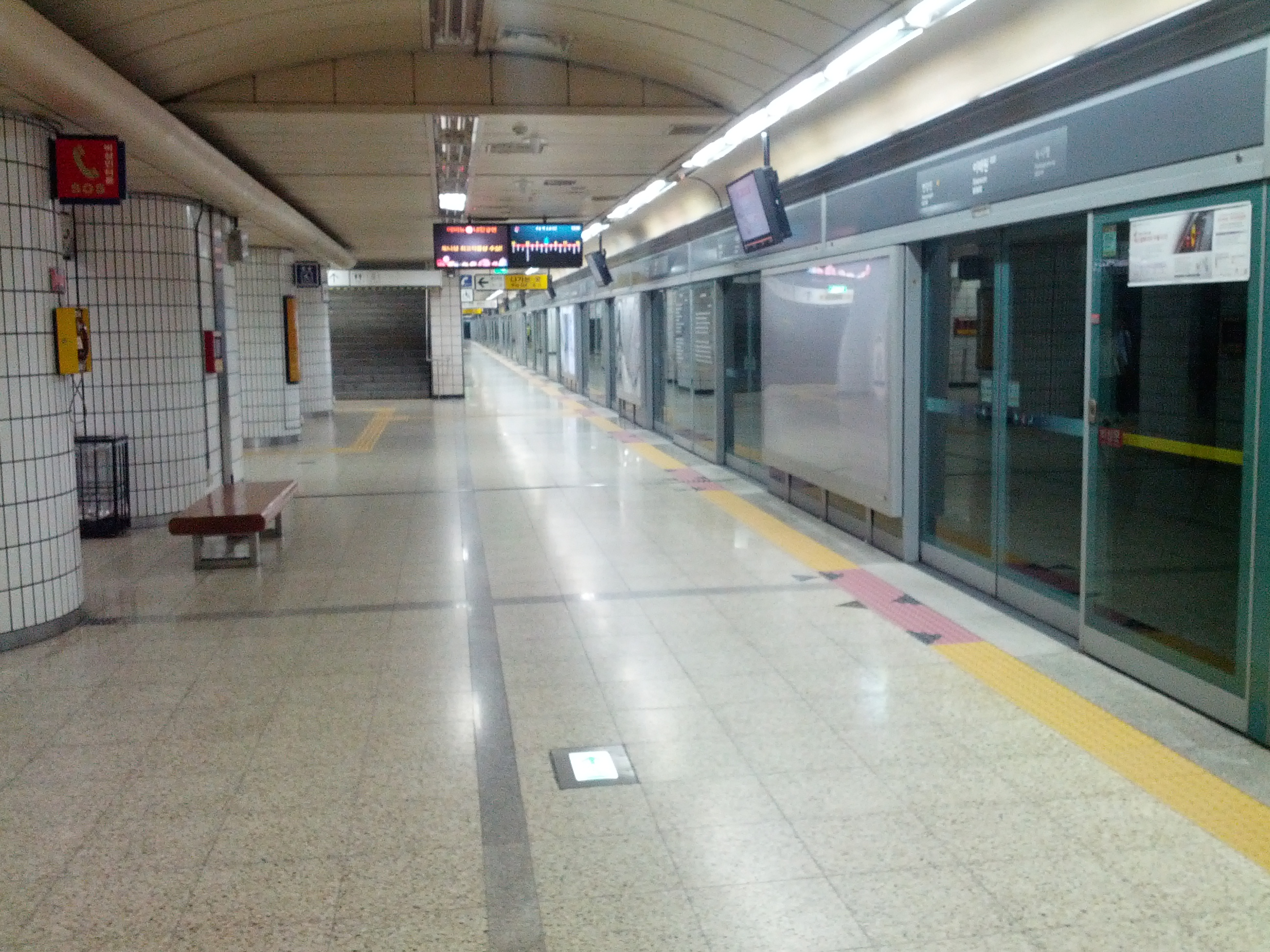
候車月台
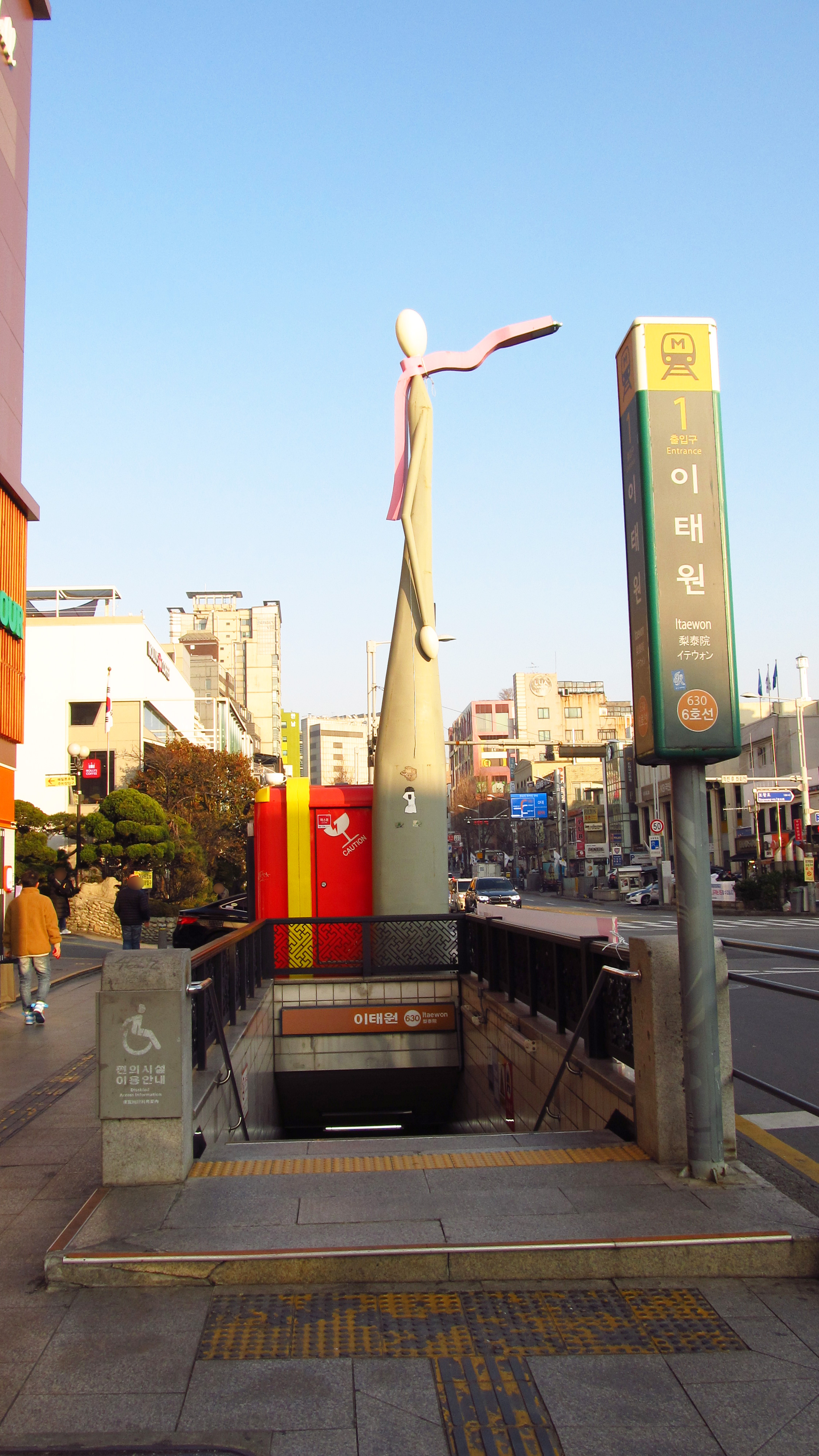
1號出口
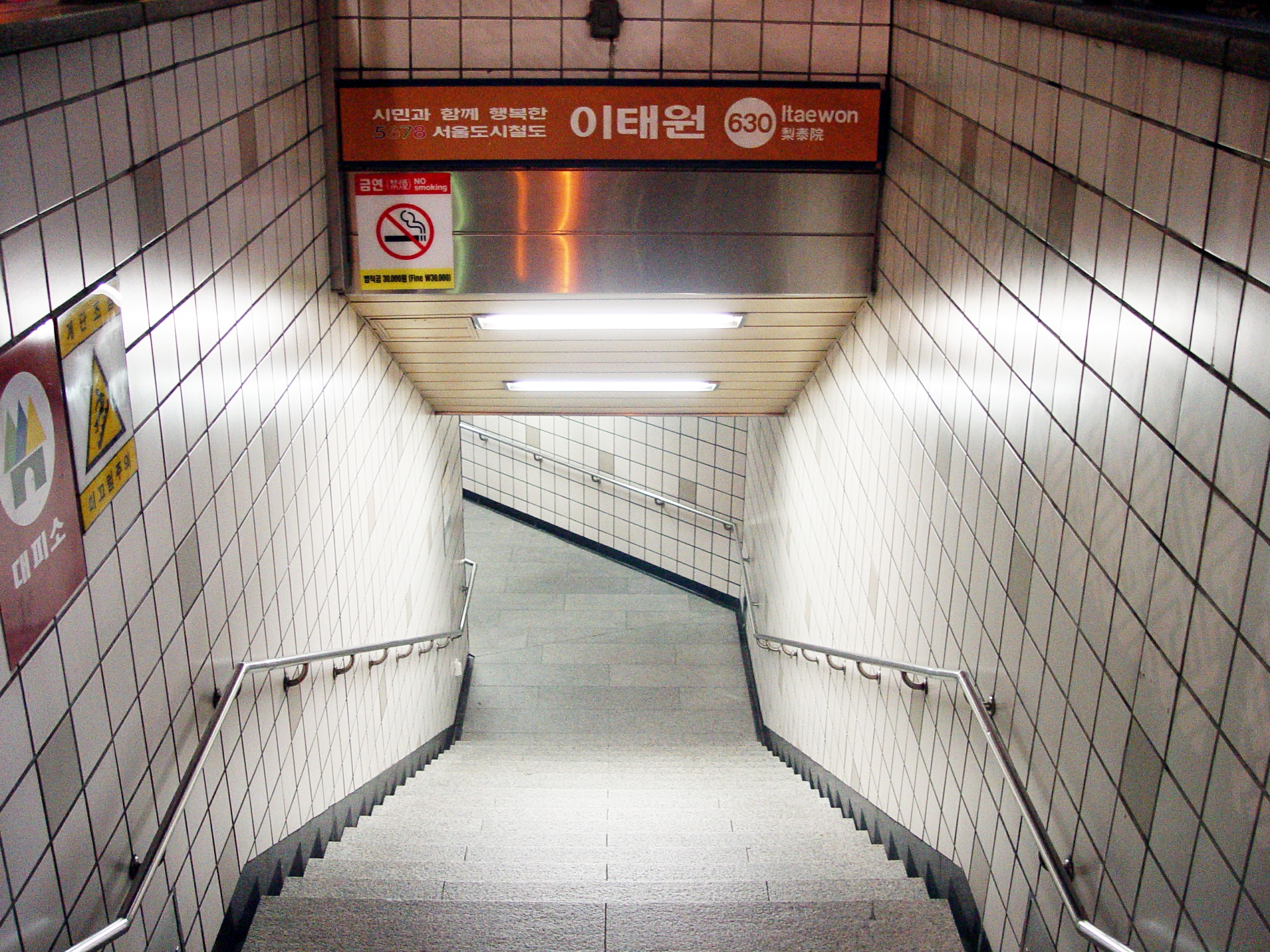
2號出口

## 相鄰車站
首爾交通公社
●首尔地铁6号线
綠莎坪（629）－梨泰院（630）－漢江鎮（631）